# أواري أساهي (آيتشي)
أواري أساهي مدينة تقع ضمن محافظة آيتشي في اليابان، تأسست في 12/1/1970، بلغ عدد تعداد سكانها في 1 يناير – 2008 حوالي 79197 مساحتها الإجمالية حوالي 21.03 كم٢ لتصبح كثافة سكانها 3766 نسمة لكل كيلو متر مربع.

## توأمة
لأواري أساهي (آيتشي) اتفاقيات توأمة مع كل من:
- تونغا
- واجيما